# Sarcophaga purpurascens
Sarcophaga purpurascens är en tvåvingeart som först beskrevs av Walker 1853.  Sarcophaga purpurascens ingår i släktet Sarcophaga och familjen köttflugor. Inga underarter finns listade i Catalogue of Life.